# Furman Center for Real Estate and Urban Policy
Le Furman Center for Real Estate and Urban Policy (centre de politique immobilière et urbaine) est un centre commun à la School of Law et à la Wagner School of Public Service de l'Université de New York. Ce centre a été créé en 1994 pour répondre aux besoins des personnes intéressées par un logement abordable et l'utilisation des terrains. Ils peuvent y trouver des informations détaillées et des recherches objectives. Depuis cette époque, le Furman Center fait autorité sur de tels sujets à New York.

## Missions
Le Furman Center a trois missions principales :
- Fournir des informations objectives sur la recherche à propos de l'utilisation des terrains, de l'immobilier, du logement et des politiques urbaines à New York principalement.
- Promouvoir un débat constructif entre les élus locaux, les universitaires et les industriels.
- Accompagner et encourager les étudiants d'exception intéressés par une carrière dans les affaires urbaines et le développement immobilier grâce à un environnement innovant d'étude.

## Ressources
Chaque année, le Furman Center publie un rapport dénommé "State of New York City’s Housing and Neighborhoods" (logement et relations de voisinage dans l'État de New York). 
Le centre s'occupe également de deux sites internet : 
- PlanNYC, qui fournit des informations sur l'urbanisme et sur l'immobilier avec plusieurs douzaines de projets sur le développement et le réaménagement du territoire, autour de New York.
- NYCHANIS, qui est destiné aux organisations de développement, aux organisations de logements et au public. Il fournit des informations sur le logement, le voisinage et les données démographiques de New York.

Le Furman Center met constamment à jour ses données sur les logements abordables, sur les prêts, sur les politiques de logement, sur les jardins communautaires et sur les coûts élevés de construction à New York.